# سيرجيو كروش
سيرجيو كروش  مواليد 6 يناير 1989، هو لاعب كرة سلة ألماني بدأ مسيرته الاحترافية في سنة 2011 يلعب في الدوري الألماني لكرة السلة.

## فرق لعب لها
- أرتلاند دراغونز

## روابط خارجية
- سيرجيو كروش على موقع الدوري الأوروبي لكرة السلة (الإنجليزية)
- سيرجيو كروش على موقع كرة السلة الأوروبية.كوم (الإنجليزية)
- سيرجيو كروش على موقع كلية كرة السلة في سبورتس رفرنس.كوم (الإنجليزية)
- سيرجيو كروش على موقع ريلجم (الإنجليزية)
- سيرجيو كروش على موقع بروبوليرز (الإنجليزية)
- سيرجيو كروش على موقع سبورتس رفرنس (الإنجليزية)